# Mórbido (pintura)

Las tres Gracias de Rubens. El observador puede apreciar la carne mórbida de los personajes femeninos representados

Mórbido, palabra proveniente del latín morbidus (enfermizo), en pintura indica aquella carne que, representada en un lienzo o cualquier otro tipo de soporte, a ojos del observador parece blanda y suave como si se pudiesen tocar con la yema de los dedos.